# Metal Slug Mobile Impact
Metal Slug Mobile Impact es un videojuego de la saga de Metal Slug. Mobile Impact es una versión para teléfonos móviles, esta versión del juego cuenta con nuevos escenarios pero mismos vehículos y personajes.
Se pueden encontrar distintas armas en el juego, tales como la metralleta H, el lanzallamas F y el lanzamiziles R. El juego es muy conocido por su sentido del humor y su animación echa a mano, lo hace poco popular el no tener sentido, mantiene todo el humor de las versiones para consolas.

## Enemigos
Los soldados son los enemigos que más veremos, equipados con rifles, granadas y ametralladoras pero también hay diferentes tipos de helicópteros.
El jefe final es una especie de bomba con un reloj en cuenta regresiva desde 70, con robots redondos flotantes que disparan, compuertas que dejan caer granadas.a pesar de esto carece de más acción en los demás escenarios, por ejemplo faltan los tanques enemigos

## Escenarios
Solo hay 7 niveles con 2 escenarios: uno es a la intemperie y otro una especie de fábrica.